# Gårdsjön (Almundsryds socken, Småland, 625559-143444)
Gårdsjön är en sjö i Tingsryds kommun i Småland och ingår i Mieåns huvudavrinningsområde.